# El Seriol
El Seriol és una muntanya de 878 metres que es troba al municipi de Llobera, a la comarca catalana del Solsonès.